# Guangzhou Peugeot Automobile Company
Guangzhou Peugeot Automobile Company (GPAC) — бывший автопроизводитель со штаб-квартирой в Гуанчжоу, а также совместное предприятие между муниципальным правительством Гуанчжоу и брендом Peugeot. Компания существовала с 26 сентября 1985 по март 1997 года.

## История
Подразделение Guangzhou Peugeot Automobile Company, основанное 26 сентября 1985 года, являлось одним из совместных предприятий Китая и других стран по производству автомобилей. За 11 лет существования компания выпустила 100000 автомобилей.
Производя две модели, первоначально продававшиеся через автопарк, продукция компании использовалась в качестве такси или государственными служащими. Продажи автомобилей начались в 1989 году, модельный ряд включал Peugeot 505 (дизайн 1980 года) и Peugeot 504 (дизайн 1968 года).

## Галерея

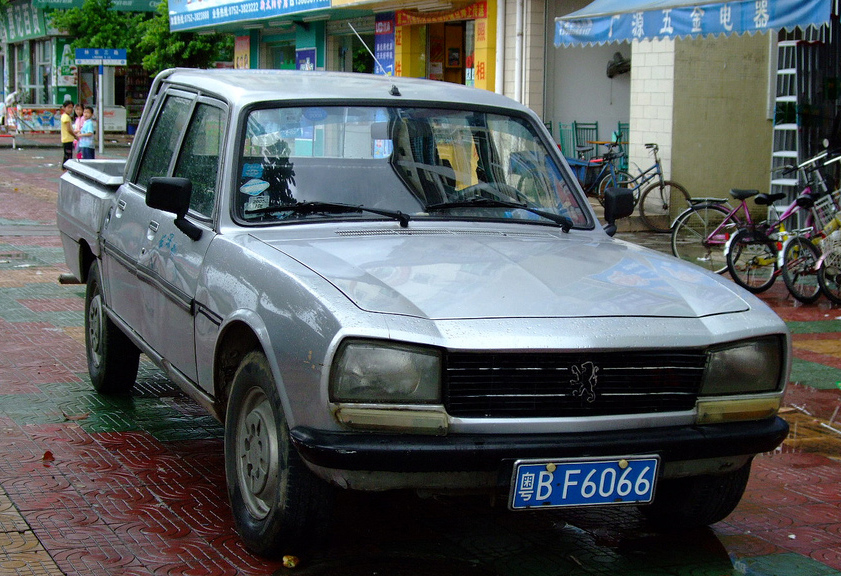
1989—1997 广州标致GP7200卡车 Guangzhou-Peugeot GP 7200
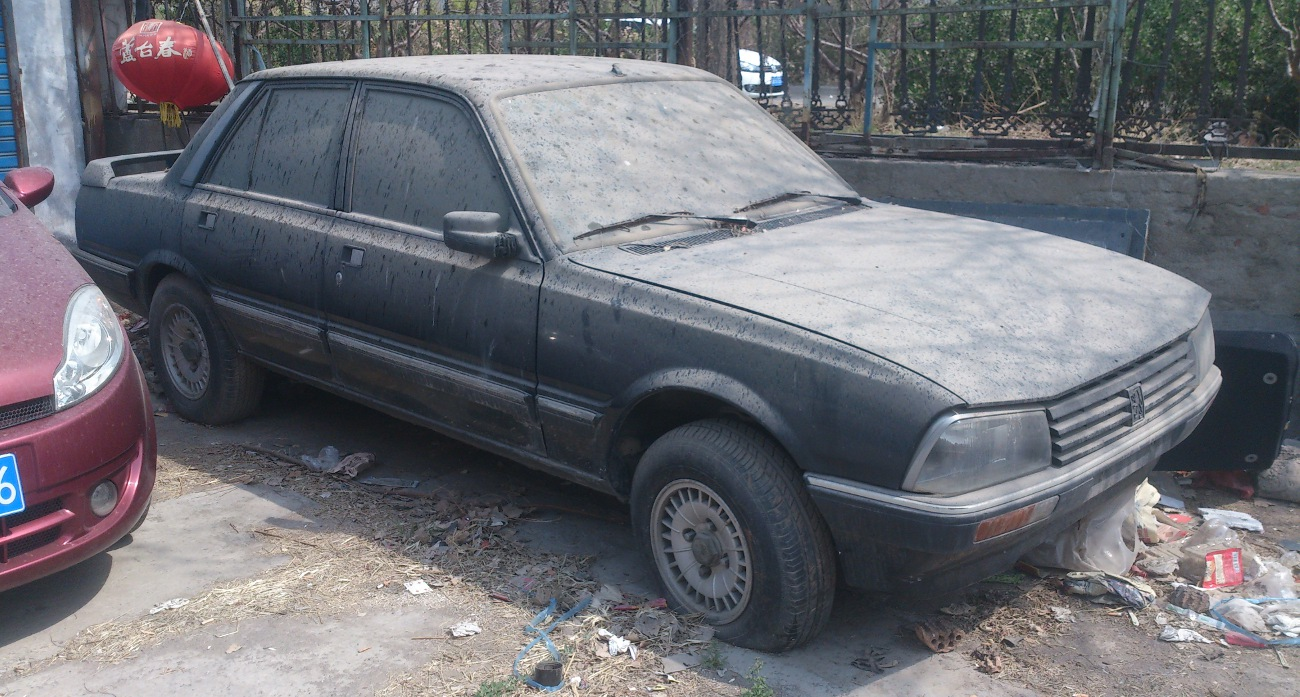
1990—1997 广州标致GP7202/7203 Guangzhou-Peugeot GP 7202/7203